# Brittany Maynard
Pour les articles homonymes, voir Maynard.
Brittany Lauren Maynard (Anaheim, 19 novembre 1984-1er novembre 2014) était une Américaine atteinte d'un cancer terminal au cerveau et qui a décidé de mettre un terme à sa vie à l'aide du suicide médicalement assisté.
Elle a été un élément important de la légalisation du suicide médicalement assisté en Californie, adopté le 5 octobre 2015.

## Biographie
Elle était diplômée de l'Université de Californie à Berkeley, avec une licence en psychologie, obtenue en 2006 et un Master spécialisé dans l'éducation en 2010.
Elle s'est rendue dans différents pays afin d'enseigner dans des orphelinats.
Au 1er janvier 2014, on lui diagnostique un astrocytome stade 2, qui est une forme de cancer du cerveau,. Elle subit une craniectomie partielle et une partielle resection de son lobe temporal afin de se débarrasser du cancer. En avril 2014, le cancer revient mais cette fois les médecins lui diagnostiquent un stade 4 et un pronostic de 6 mois restants.
Afin de bénéficier de l'Oregon's Death With Dignity Law, qui autorise le suicide médicalement assisté d'après des conditions particulières, elle déménage dans l'État de l'Oregon. Elle déclarera à la suite de son déménagement que 

« C'est un soulagement de savoir que je ne vais pas mourir de la manière dont me ferait agoniser mon cancer. Mes médicaments sont en lieu sûr, je ne ressens pas le besoin de les regarder tous les jours. Je veux partir en paix dans ma chambre, au son de mes morceaux favoris. »

Elle a explicitement déclaré à plusieurs reprises que le suicide médicalement assisté était sa meilleure option, ainsi que pour sa famille.
Elle s'est associée à l'association Compassion & Choices, pro-suicide médicalement assisté et ensemble, ils ont créé la Brittany Maynard Fund, qui a pour but de légaliser ce dernier dans des états dans lesquels il est toujours illégal. Dans un article de CNN intitulé "My Right to Death with Dignity at 29", elle explique pourquoi elle veut mourir.
Elle met fin à ses jours le 1er novembre 2014 à l'aide des médicaments qui lui ont été prescrits, entourée par sa famille, notamment sa mère et son mari. Dans un dernier post sur Facebook ; elle déclare :

« Au revoir à tous mes chers amis et à ma famille que j'aime. Aujourd'hui est le jour que j'ai choisi pour mourir avec dignité compte tenu de ma maladie en phase terminale, ce terrible cancer du cerveau qui m'a pris beaucoup… mais aurait pris tellement plus. »